# ATP World Tour Finals 2010
Die ATP World Tour Finals 2010 waren ein Tennisturnier, das vom 21. bis 28. November 2010 wie im Vorjahr in London in der O2 Arena stattfand. Es war Teil der ATP World Tour 2010 und wurde in der Halle auf Hartplatz ausgetragen. Es war die 41. Auflage des Wettbewerbs im Einzel, die 35. im Doppel. Es bildete den Abschluss des Tennisjahres 2010.
Titelverteidiger im Einzel war Nikolai Dawydenko, der sich in diesem Jahr nicht für eine Teilnahme qualifizieren konnte. Im Finale besiegte Roger Federer seinen langjährigen Rivalen Rafael Nadal mit 6:3, 3:6, 6:1. Es geschah zum ersten Mal seit 1986, dass sich die Nummer eins und zwei der Weltrangliste bei einem Saisonabschluss-Finale gegenüberstanden (damals Ivan Lendl und Boris Becker). Federer gewann das Turnier zum fünften Mal und zog mit den bisherigen Titelrekordhaltern Ivan Lendl und Pete Sampras gleich.
Im Doppel versuchten die Brüder Bob und Mike Bryan ihren Titel aus dem Vorjahr zu verteidigen, scheiterten aber im Halbfinale an den späteren Turniersiegern Daniel Nestor und Nenad Zimonjić, die im Finale Mahesh Bhupathi und Maks Mirny schlugen.

## Preisgeld und Punkte
Das Preisgeld betrug 5 Millionen US-Dollar.
| Runde                    | Einzel     | Doppel1    | Punkte |
| ------------------------ | ---------- | ---------- | ------ |
| Sieg                     | +$ 770.000 | +$ 125.000 | +500   |
| Halbfinalsieg            | +$ 380.000 | +$ 030.000 | +400   |
| Gruppenphase (3 Siege)   | +$ 480.000 | +$ 122.500 | +600   |
| Gruppenphase (2 Siege)   | +$ 360.000 | +$ 100.000 | +400   |
| Gruppenphase (ein Sieg)  | +$ 240.000 | +$ 187.500 | +200   |
| Gruppenphase (kein Sieg) | +$ 120.000 | +$ 165.000 | +000   |
| Ersatzspieler            | +$ 070.000 | +$ 125.000 | –      |

- 1 Preisgeld wird pro Team ausgezahlt.

## Einzel

### Qualifizierte Spieler
| Setzliste        | Rang             | Spieler           |
| ---------------- | ---------------- | ----------------- |
| 1                | 1                | Rafael Nadal      |
| 2                | 2                | Roger Federer     |
| 3                | 3                | Novak Đoković     |
| 4                | 4                | Robin Söderling   |
| 5                | 5                | Andy Murray       |
| 6                | 6                | Tomáš Berdych     |
| 7                | 7                | David Ferrer      |
| 8                | 8                | Andy Roddick      |
| 1. Ersatzspieler | 1. Ersatzspieler | Fernando Verdasco |

Mit Roger Federer (2003–04, 2006–07) und Novak Đoković (2008) nahmen zwei ehemalige Sieger des Turniers an der diesjährigen Austragung teil; David Ferrer war Finalist des Jahres 2007. Mit Federer und Rafael Nadal nahmen alle Sieger und mit Andy Murray, Robin Söderling, Tomáš Berdych und Novak Đoković auch alle weiteren Finalisten der Grand-Slam-Turniere des aktuellen Jahres Teil. Berdych war sowohl der einzige Debütant der Veranstaltung als auch der einzige Spieler ohne Titelgewinn im Jahr 2010.

### Gruppe A

#### Ergebnisse
| Spieler       | Spieler       | Ergebnis       |
| ------------- | ------------- | -------------- |
| Tomáš Berdych | Novak Đoković | 3:6, 3:6       |
| Rafael Nadal  | Andy Roddick  | 3:6, 7:65, 6:4 |
| Tomáš Berdych | Andy Roddick  | 7:5, 6:3       |
| Rafael Nadal  | Novak Đoković | 7:5, 6:2       |
| Rafael Nadal  | Tomáš Berdych | 7:6, 6:1       |
| Novak Đoković | Andy Roddick  | 6:2, 6:3       |

#### Tabelle
| Pos. | Setzliste | Spieler       | Spiele | Sätze | Punkte |
| ---- | --------- | ------------- | ------ | ----- | ------ |
| 1    | 1         | Rafael Nadal  | 42:30  | 6:1   | 3:0    |
| 2    | 3         | Novak Đoković | 31:24  | 4:2   | 2:1    |
| 3    | 6         | Tomáš Berdych | 26:33  | 2:4   | 1:2    |
| 4    | 8         | Andy Roddick  | 29:41  | 1:6   | 0:3    |

### Gruppe B

#### Ergebnisse
| Spieler       | Spieler         | Ergebnis  |
| ------------- | --------------- | --------- |
| Andy Murray   | Robin Söderling | 6:2, 6:4  |
| Roger Federer | David Ferrer    | 6:1, 6:4  |
| Roger Federer | Andy Murray     | 6:4, 6:2  |
| David Ferrer  | Robin Söderling | 5:7, 5:7  |
| Roger Federer | Robin Söderling | 7:65, 6:3 |
| David Ferrer  | Andy Murray     | 2:6, 2:6  |

#### Tabelle
| Pos. | Setzliste | Spieler         | Spiele | Sätze | Punkte |
| ---- | --------- | --------------- | ------ | ----- | ------ |
| 1    | 2         | Roger Federer   | 37:20  | 6:0   | 3:0    |
| 2    | 5         | Andy Murray     | 30:22  | 4:2   | 2:1    |
| 3    | 4         | Robin Söderling | 29:35  | 2:4   | 1:2    |
| 4    | 7         | David Ferrer    | 19:38  | 0:6   | 0:3    |

### Halbfinale
| Spieler       | Spieler       | Ergebnis        |
| ------------- | ------------- | --------------- |
| Rafael Nadal  | Andy Murray   | 7:65, 3:6, 7:66 |
| Roger Federer | Novak Đoković | 6:1, 6:4        |

### Finale
| Spieler      | Spieler       | Ergebnis      |
| ------------ | ------------- | ------------- |
| Rafael Nadal | Roger Federer | 3:6, 6:3, 1:6 |

## Doppel

### Qualifizierte Spieler
| Setzliste | Rang | Spieler                              |
| --------- | ---- | ------------------------------------ |
| 1         | 1    | Bob Bryan Mike Bryan                 |
| 2         | 2    | Daniel Nestor Nenad Zimonjić         |
| 3         | 4    | Lukáš Dlouhý Leander Paes            |
| 4         | 3    | Mahesh Bhupathi Maks Mirny           |
| 5         | 5    | Łukasz Kubot Oliver Marach           |
| 6         | 6    | Mariusz Fyrstenberg Marcin Matkowski |
| 7         | 12   | Jürgen Melzer Philipp Petzschner     |
| 8         | 7    | Wesley Moodie Dick Norman            |

Mit Bob und Mike Bryan (2003–04, 2009) und Nestor/Zimonjić (2008) nahmen zwei bereits siegreiche Teams am Wettbewerb teil. Nestor und Maks Mirny hatten mit anderen Partnern das Turnier ebenfalls schon gewonnen. Mit den Bryan-Brüdern, Nestor/Zimonjić und Melzer/Petzschner nahmen alle Grand-Slam-Turniersieger des Jahres teil. Die Wimbledon-Sieger Melzer/Petzschner konnten sich in der Weltrangliste zwar nicht unter die besten acht Teams einreihen, waren aber aufgrund der Regel, dass Grand-Slam-Sieger teilnehmen dürfen, wenn sie sich am Ende des Jahres noch in den Top 20 befinden, dennoch qualifiziert. Mit dem Belgier Dick Norman zusammen waren sie Debütanten bei der Veranstaltung. Das Team Moodie/Norman ging als einziges ohne Titelgewinn in diese Veranstaltung.

### Gruppe A

#### Ergebnisse
| Spieler                              | Spieler                              | Ergebnis           |
| ------------------------------------ | ------------------------------------ | ------------------ |
| Bob Bryan Mike Bryan                 | Jürgen Melzer Philipp Petzschner     | 6:3, 7:5           |
| Lukáš Dlouhý Leander Paes            | Mariusz Fyrstenberg Marcin Matkowski | 3:6, 6:73          |
| Lukáš Dlouhý Leander Paes            | Jürgen Melzer Philipp Petzschner     | 6:711, 6:4, [8:10] |
| Bob Bryan Mike Bryan                 | Mariusz Fyrstenberg Marcin Matkowski | 6:2, 6:75, [8:10]  |
| Bob Bryan Mike Bryan                 | Lukáš Dlouhý Leander Paes            | 6:3, 6:4           |
| Mariusz Fyrstenberg Marcin Matkowski | Jürgen Melzer Philipp Petzschner     | 6:3, 7:67          |

#### Tabelle
| Pos. | Setzliste | Spieler                              | Spiele | Sätze | Punkte |
| ---- | --------- | ------------------------------------ | ------ | ----- | ------ |
| 1    | 6         | Mariusz Fyrstenberg Marcin Matkowski | 36:31  | 6:1   | 3:0    |
| 2    | 1         | Bob Bryan Mike Bryan                 | 37:25  | 5:2   | 2:1    |
| 3    | 7         | Jürgen Melzer Philipp Petzschner     | 29:38  | 2:5   | 1:2    |
| 4    | 3         | Lukáš Dlouhý Leander Paes            | 28:37  | 1:6   | 0:3    |

### Gruppe B

#### Ergebnisse
| Spieler                      | Spieler                    | Ergebnis         |
| ---------------------------- | -------------------------- | ---------------- |
| Mahesh Bhupathi Maks Mirny   | Łukasz Kubot Oliver Marach | 7:64, 6:4        |
| Daniel Nestor Nenad Zimonjić | Wesley Moodie Dick Norman  | 6:1, 6:2         |
| Łukasz Kubot Oliver Marach   | Wesley Moodie Dick Norman  | 1:6, 3:6         |
| Daniel Nestor Nenad Zimonjić | Mahesh Bhupathi Maks Mirny | 7:65, 7:61       |
| Mahesh Bhupathi Maks Mirny   | Wesley Moodie Dick Norman  | 6:4, 6:4         |
| Daniel Nestor Nenad Zimonjić | Łukasz Kubot Oliver Marach | 0:6, 6:1, [6:10] |

#### Tabelle
| Pos. | Setzliste | Spieler                      | Spiele | Sätze | Punkte |
| ---- | --------- | ---------------------------- | ------ | ----- | ------ |
| 1    | 2         | Daniel Nestor Nenad Zimonjić | 38:32  | 5:2   | 2:1    |
| 2    | 4         | Mahesh Bhupathi Maks Mirny   | 37:32  | 4:2   | 2:1    |
| 3    | 8         | Wesley Moodie Dick Norman    | 23:28  | 2:4   | 1:2    |
| 4    | 5         | Łukasz Kubot Oliver Marach   | 31:37  | 2:5   | 1:2    |

### Halbfinale
| Spieler                              | Spieler                    | Ergebnis          |
| ------------------------------------ | -------------------------- | ----------------- |
| Mariusz Fyrstenberg Marcin Matkowski | Mahesh Bhupathi Maks Mirny | 4:6, 4:6          |
| Daniel Nestor Nenad Zimonjić         | Bob Bryan Mike Bryan       | 6:3, 3:6, [12:10] |

### Finale
| Spieler                    | Spieler                      | Ergebnis  |
| -------------------------- | ---------------------------- | --------- |
| Mahesh Bhupathi Maks Mirny | Daniel Nestor Nenad Zimonjić | 6:76, 4:6 |